# سوجين شورز (أونتاريو)
سوجين شورز، أونتاريو (بالإنجليزية: Saugeen Shores)‏ هي مدينة كندية تقع في مقاطعة أونتاريو. تبلغ مساحة هذه المدينة 170.5828 (كم²)، ويبلغ عدد سكانها 11720 نسمة حسب إحصاء سنة 2006 م، بينما كان يسكنها 11388 نسمة في سنة 2001 م. تحتل هذه المدينة المرتبة رقم 321 بين مدن كندا حسب عدد السكان والمرتبة رقم 122 في المقاطعة. نما عدد السكان في هذه المدينة بنسبة (2.9) بين العامين المذكورين.

## أعلام
- ديفيد ميلن

## وصلات خارجية
- الأطلس الحكومي لكندا
- إحصاءات كندا مع ساعة تعداد السكان